# Eleição municipal de Franco da Rocha em 2016
A eleição municipal de Franco da Rocha em 2016 aconteceu no dia 2 de outubro 2016 para eleger um prefeito, um vice-prefeito e 11 vereadores no município de Franco da Rocha no Estado de São Paulo, no Brasil. O prefeito reeleito foi Kiko do PT com 73,41% dos votos apurados, sendo eleito logo no primeiro turno e disputando com mais três candidatos; Toninho Lopes do PSD, Prof. Edmilson do PSOL e Rico Cavalheiro do PP. O vice-prefeito eleito pela chapa de Kiko, foi Dr. Nivaldo do PMDB.
Já para vereador, a cidade contava com onze vagas na Câmara Municipal de Franco da Rocha e a eleição contou com 213 candidatos. O candidato mais votado foi Valdir da Santa Casa do PTB, com 2.305 votos apurados (3,46% votos válidos).

## Antecedentes
Na eleição municipal de 2012, Kiko do PT se elegeu prefeito logo no primeiro turno, com 52,41% dos votos apurados e derrotando o candidato Pinduca do PSDB. Agora, nas eleições municipais de 2016, Kiko foi reeleito prefeito de Franco da Rocha com 73,1% dos votos apurados.

## Eleitorado
Na eleição de 2016, estiveram aptos a votar 97 909 franco-rochense que corresponde a 81,11% da população. A eleição contou com 4.892 (6,24%) votos brancos e 9.912 (12,65%) votos nulos.

## Candidatos
Foram quatro candidatos à prefeitura em 2016: Kiko do PT, Toninho Lopes do PSD, Prof. Edmilson do PSOL e Rico Cavalheiro do PP.
|  | Candidato(a)    | Vice                 | Partido | Coligação |
|  | --------------- | -------------------- | ------- | --- |
|  | Kiko Celeguim   | Dr. Nivaldo          | PT      | Orgulho de ser Franco. (PT / PMDB / PTB / PDT / PC do B / PT do B / PSDC / PTC / PROS)                                    |
|  | Toninho Lopes   | Pinduca              | PSD     | Franco da Rocha para todos, (PSD / PSDB / PSB / PRP / PEN / PPS / PHS / PTN / PSL / PSC / PPL / SD / PV / PRB / PR / PMB) |
|  | Prof. Edmilson  | Prof. Nilson Caetano | PSOL    | PSOL |
|  | Rico Cavalheiro | Paulinho Motos       | PP      | PP |

## Campanha
Em campanha, o candidato eleito Kiko, prometeu continuar com os projetos que estavam em andamento em seu governo de 2012 que era melhorar as condições de Franco da Rocha. Para a campanha de 2016, o prefeito prometeu dar essa continuidade e ainda construir uma nova UPA, mais de mil moradias populares e o maior parque da região.

### Polêmica
O candidato a vereador, Rodolfo Pimenta foi assassinado a tiros no quintal de sua casa no dia 05 de abril de 2017. Pimenta se candidatou a vereador de Franco da Rocha das eleições de 2016 pelo Partido Ecológico Nacional (PEN) pela coligação com o PSDS e PRP, mas não conseguiu se eleger.
O candidato foi socorrido no hospital da região mas não resistiu e não conseguiu se eleger. A polícia não comentou o caso.

## Resultados

### Prefeito
No dia 02 de outubro, o candidato Kiko Celeguim foi reeleito prefeito com 73,41% dos votos apurados.
| Candidato(a)           | Vice                   | 1º Turno 2 de outubro de 2016 | 1º Turno 2 de outubro de 2016 |
| Candidato(a)           | Vice                   | Votação                       | Votação                       |
|                        |                        | Total                         | Porcentagem                   |
| ---------------------- | ---------------------- | ----------------------------- | ----------------------------- |
| Kiko Celeguim (PT)     | Dr. Nivaldo            | 46.652                        | 73,41%                        |
| Toninho Lopes (PSD)    | Pinduca                | 14.976                        | 23,57%                        |
| Prof. Edmilson (PSOL)  | Prof. Nilson Caetano   | 1.070                         | 1,68%                         |
| Rico Cavalheiro (PP)   | Paulinho Motos         | 852                           | 1,34%                         |
| Total de votos válidos | Total de votos válidos | 97.909                        | 81,11%                        |
| Votos em branco        | Votos em branco        | 4.892                         | 6,24%                         |
| Votos nulos            | Votos nulos            | 9.912                         | 12,65%                        |
| Total                  | Total                  | 97.909                        | 100%                          |
| Votos apurados         | Votos apurados         | 97.909                        | 100%                          |
| Total de eleitores     | Total de eleitores     | 97.911                        | 100%                          |

### Vereador
Nas eleições de 2016 para vereador, Franco da Rocha contou com 213 candidatos, onde apenas 11 foi eleitos para Câmera Municipal da cidade. O candidato mais votado foi o vereador Valdir da Santa Casa do PTB, com 3,46% dos votos apurados. A mulher mais votada e única (3° no ranking) foi a candidata Neiva Hernandez do PDT, com 3,32% dos votos.
Os outros candidatos eleitos foram: Alex Caixa do PT, Eric Valini do PT, Kinho do PV, Josineto do PTB, Pablo Cunha do SD, Alex do Posto do PMDB, Jr. Sindicado do PSD, Emerson Gemeos do PSB e George do PT.
Conclui-se que o PT, apesar das acusações do ano passado, ainda é muito forte na cidade, já que diversos candidatos do Partido foram eleitos.
| Resultado da eleição para a Câmara Municipal de Franco da Rocha de 2016 por candidato | Resultado da eleição para a Câmara Municipal de Franco da Rocha de 2016 por candidato | Resultado da eleição para a Câmara Municipal de Franco da Rocha de 2016 por candidato | Resultado da eleição para a Câmara Municipal de Franco da Rocha de 2016 por candidato | Resultado da eleição para a Câmara Municipal de Franco da Rocha de 2016 por candidato | Resultado da eleição para a Câmara Municipal de Franco da Rocha de 2016 por candidato |
| Candidato                                                                             | Número                                                                                | Partido                                                                               | Votos                                                                                 | Porcentagem                                                                           |                                                                                       |
| ------------------------------------------------------------------------------------- | ------------------------------------------------------------------------------------- | ------------------------------------------------------------------------------------- | ------------------------------------------------------------------------------------- | ------------------------------------------------------------------------------------- | ------------------------------------------------------------------------------------- |
| Valdir da Santa Casa                                                                  | 14450                                                                                 | PTB                                                                                   | 2.305                                                                                 | 3,46%                                                                                 |                                                                                       |
| Alex Caixa                                                                            | 13222                                                                                 | PT                                                                                    | 2.281                                                                                 | 3,42%                                                                                 |                                                                                       |
| Neiva Hernandez                                                                       | 12000                                                                                 | PDT                                                                                   | 2.211                                                                                 | 3,32%                                                                                 |                                                                                       |
| Eric Valini                                                                           | 13333                                                                                 | PT                                                                                    | 1.958                                                                                 | 2,94%                                                                                 |                                                                                       |
| Kinho                                                                                 | 43999                                                                                 | PV                                                                                    | 1,783                                                                                 | 2,67%                                                                                 |                                                                                       |
| Josineto                                                                              | 14200                                                                                 | PTB                                                                                   | 1.693                                                                                 | 2,54%                                                                                 |                                                                                       |
| Pablo Cunha                                                                           | 77000                                                                                 | SD                                                                                    | 1.489                                                                                 | 2,23%                                                                                 |                                                                                       |
| Alex do Posto                                                                         | 15400                                                                                 | PMDB                                                                                  | 1.475                                                                                 | 2,21%                                                                                 |                                                                                       |
| Jr. Sindicato                                                                         | 55111                                                                                 | PSD                                                                                   | 1.415                                                                                 | 2,12%                                                                                 |                                                                                       |
| Emerson Gemeos                                                                        | 40123                                                                                 | PSB                                                                                   | 1.209                                                                                 | 1,81%                                                                                 |                                                                                       |
| George                                                                                | 13013                                                                                 | PT                                                                                    | 1.060                                                                                 | 1,59%                                                                                 |                                                                                       |

## Análise
O candidato reeleito Kiko Celeguim, declarou em uma entrevista ao canal TV Linha Direta que desde o começo o objetivo dele e de seus parceiros era melhorar as condições da população de Franco da Rocha. Os principais objetivos dele sempre foi trazer investimentos que eram fundamentais para a cidade, construir mais unidades de saúde pública, construir uma UPA 24 horas, fazer um ginásio de esportes, aumentar recursos na área da saúde, creches e unidades habitacionais. Além disso, o prefeito colocou Franco da Rocha em diversos programas na área de assistência social, educação e saúde.
Com todas essas melhorias, o candidato acabou sendo reeleito em 2016 e agora promete continuar com esses projetos e ainda abrir mais uma UPA, moradias populares e a construção de um parque na cidade.
Mesmo com o PT afetado durante as crises do ano passado, o Partido seguiu firme nessas eleições e Kiko conseguiu ser eleito pela segunda vez consecutiva na cidade.